# Acuario Poema del Mar

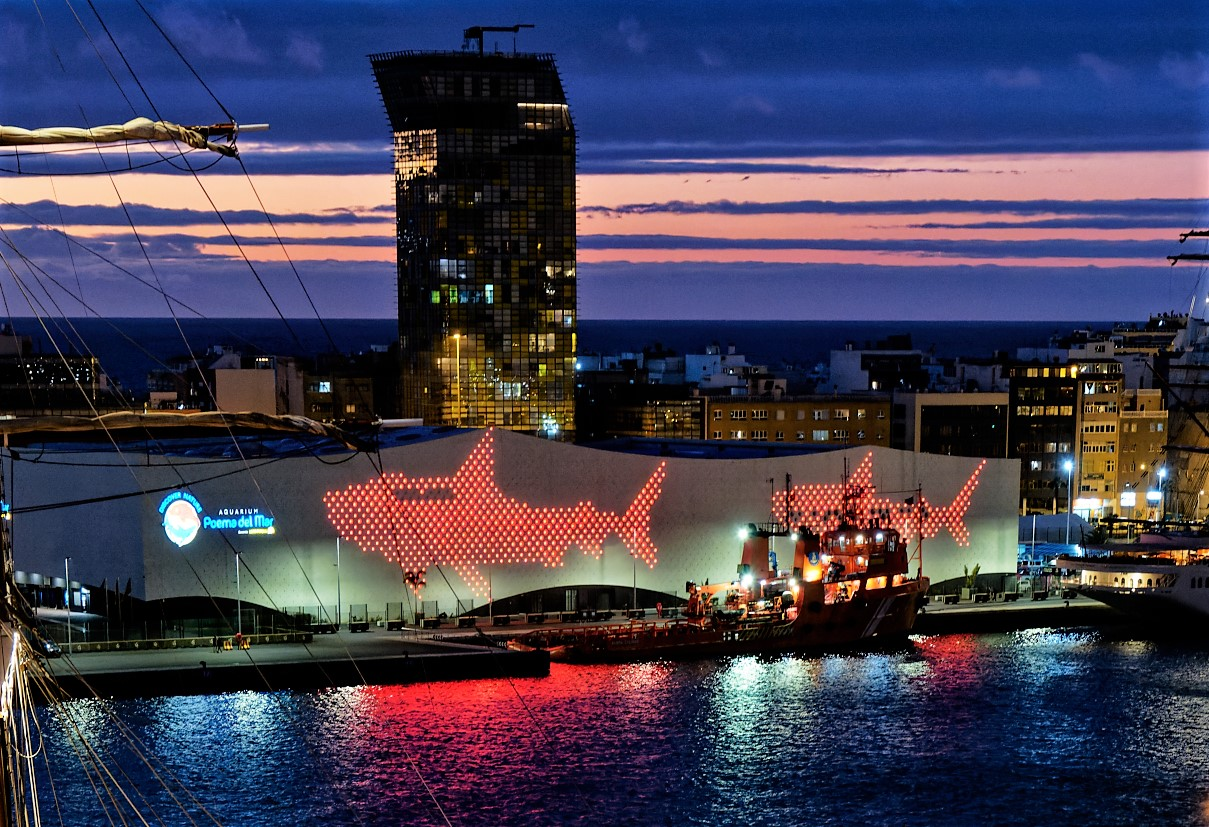

El Poema del Mar es un acuario situado en Las Palmas de Gran Canaria, España. Fue inaugurado el 17 de diciembre de 2017. El Cabildo de Gran Canaria y el Gobierno de Canarias lo han considerado de interés estratégico para la región por reforzar la promoción del archipiélago como destino de viajes a escala internacional. Es propiedad del Grupo Loro Parque.

## Características
Situado dentro del recinto del Puerto de la Luz y de Las Palmas consiste en un edificio de 12500 m² inspirado en los diseños de Nestor Martín-Fernández de la Torre, cuya obra pictórica "Poema del Atlántico" inspira el nombre del acuario.
Consta de tres grandes zonas diferenciadas: ecosistemas marinos de superficie, marinos profundos y de agua dulce. Se representan 35 ecosistemas distribuidos en distintos acuarios que suman un total de 7,5 millones de litros de agua, repartiéndose en tres zonas:
- En la primera zona, La Jungla, se reproducen paisajes en homenaje a los cinco continentes.
- La segunda zona, Arrecife, es un paseo alrededor de un enorme cilindro que exhibe gran variedad de corales y de peces.
- En la tercera zona, Deep Sea, se reproduce el océano más profundo, gracias a la mayor ventana curva de exposición que existe en el mundo: un metacrilato de 140 toneladas de peso, 36 metros de largo y siete metros de alto,[6] siendo el acuario de agua salada más grande de Europa.[7]

## Compromiso con el medio marino
Colabora con la Comisión Europea y con el Programa de las Naciones Unidas para el Medio Ambiente para la puesta en marcha de una coalición de acuarios que luche contra la contaminación causada por los plásticos.
Lleva a cabo acciones de sensibilización a través de talleres educativos, conservación y protección de especies vulnerables, como la recuperación de tortugas heridas para su posterior devolución al mar.

## Críticas
El acuario permaneció cerrado desde el día de su inauguración política, 17 de diciembre de 2017, hasta el 8 de enero de 2018, día en el que abrió sus puertas al público. En el momento de su inauguración solo estuvieron presentes las autoridades políticas y los medios de comunicación para justificar su materialización, el uso de los incentivos fiscales recibidos por la Reserva para Inversiones y las deducciones aplicadas, trámite que exigía el Ministerio de Hacienda. Durante ese periodo de 21 días el acuario estuvo sin luz propia debido a que aún no habían recibido los permisos de apertura oficiales, necesarios para certificar la habitabilidad del espacio. La única luz que aseguraba la supervivencia de los animales era la luz de obra procedente de la calle.
El mismo día de su inauguración tuvo lugar el traslado con dificultades de uno de los tiburones. La operación estaba gestionada por operarios de la empresa y consistía en subir al escualo con una grúa dentro de un saco con sujeciones, tras haberle suministrado oxígeno previamente. Durante la operación una de las sujeciones se soltó después de que el animal se zarandease, momento en el que lo volvieron a colocar en su depósito. Posteriormente circularon vídeos del incidente en las redes sociales.

## Galería

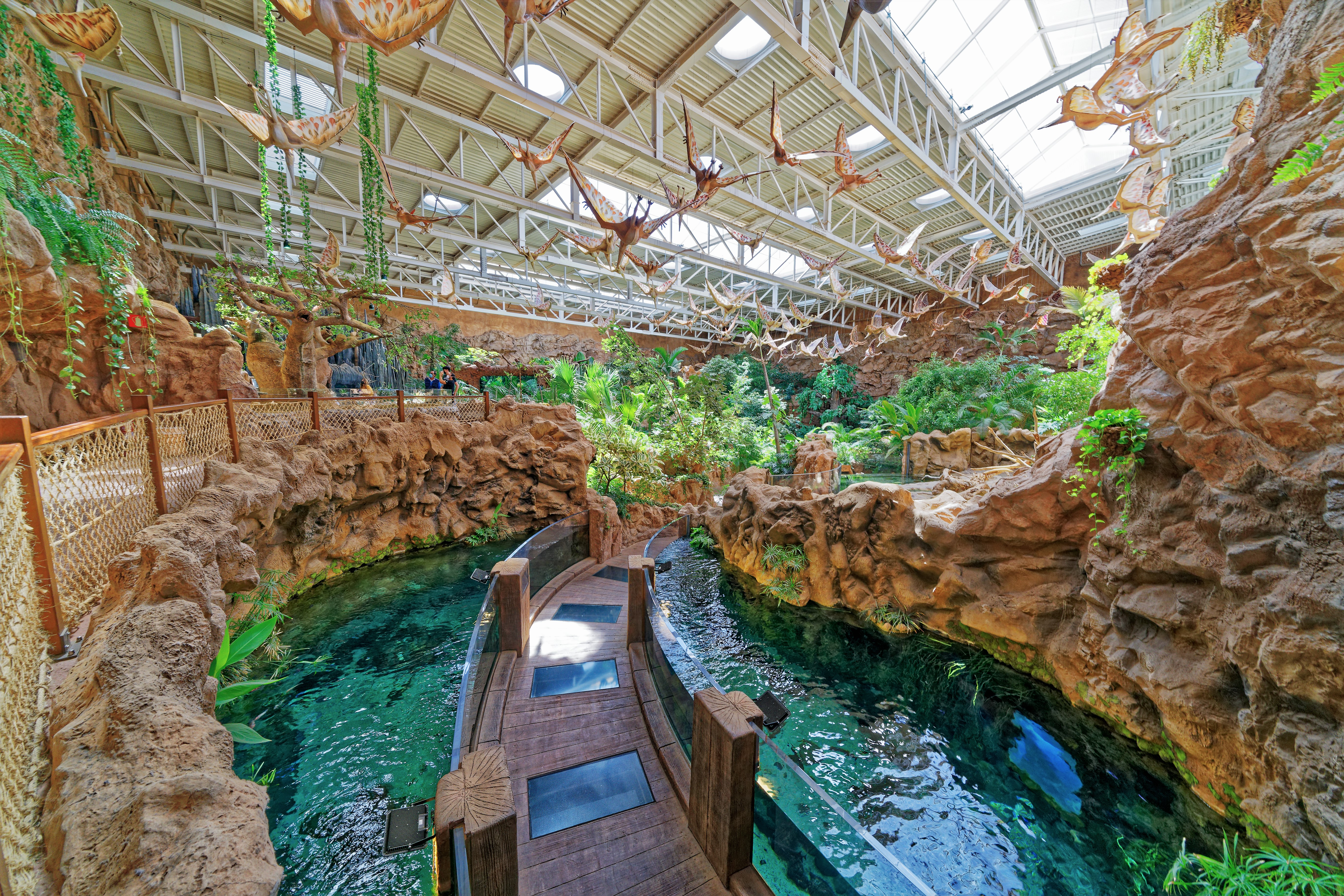
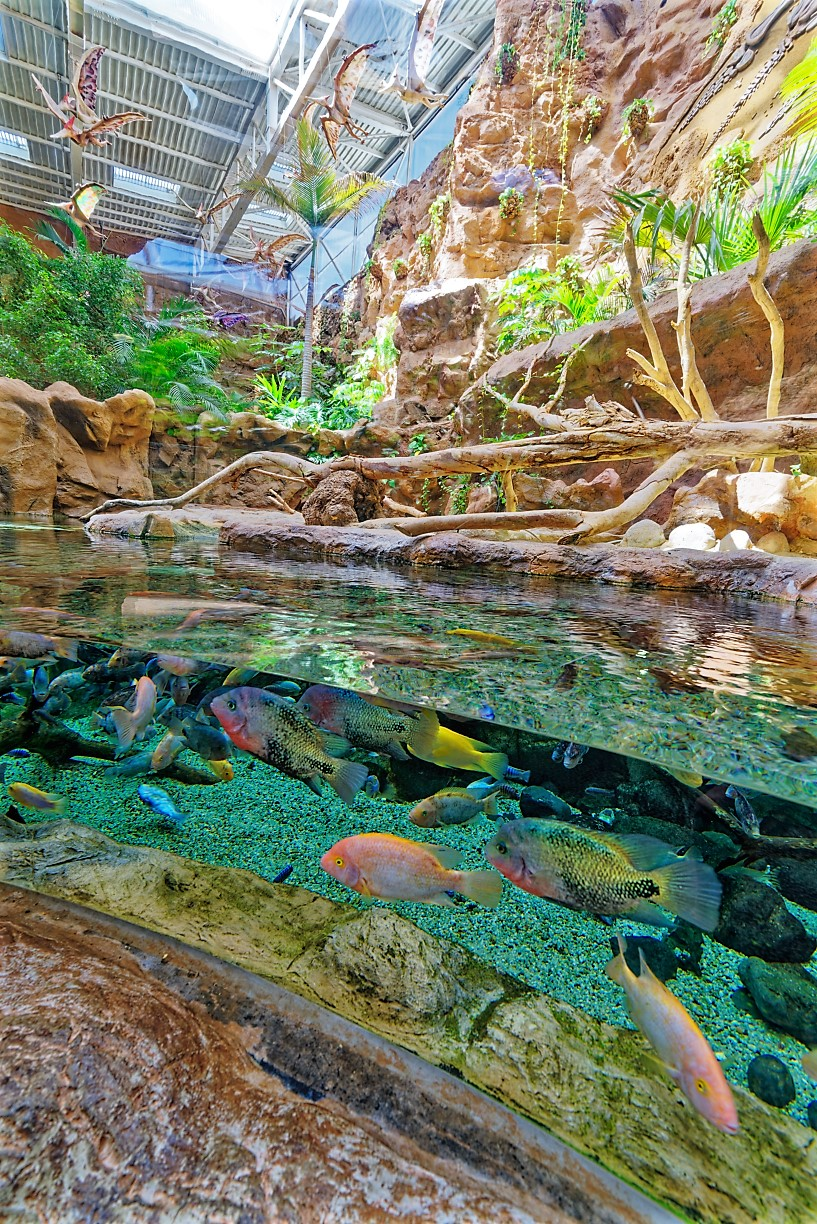
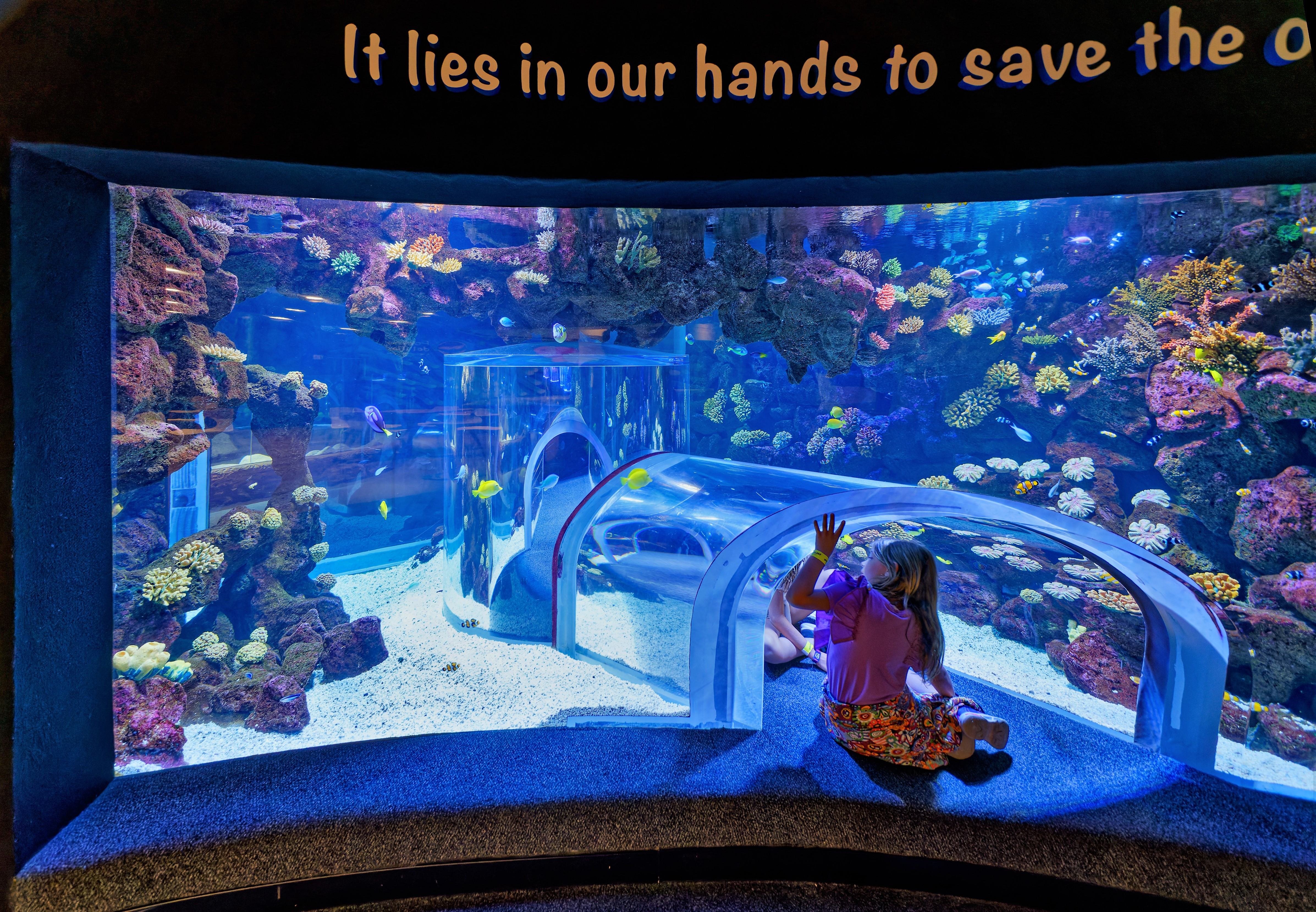
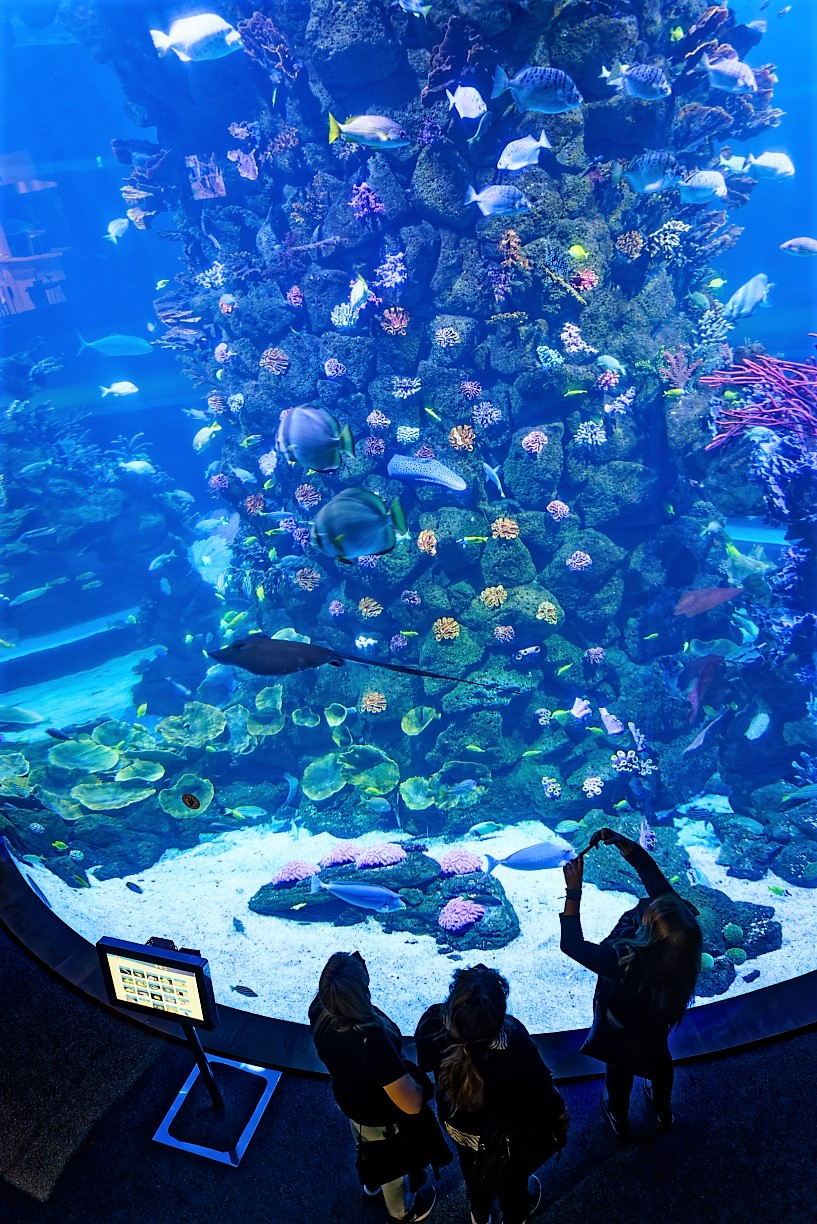
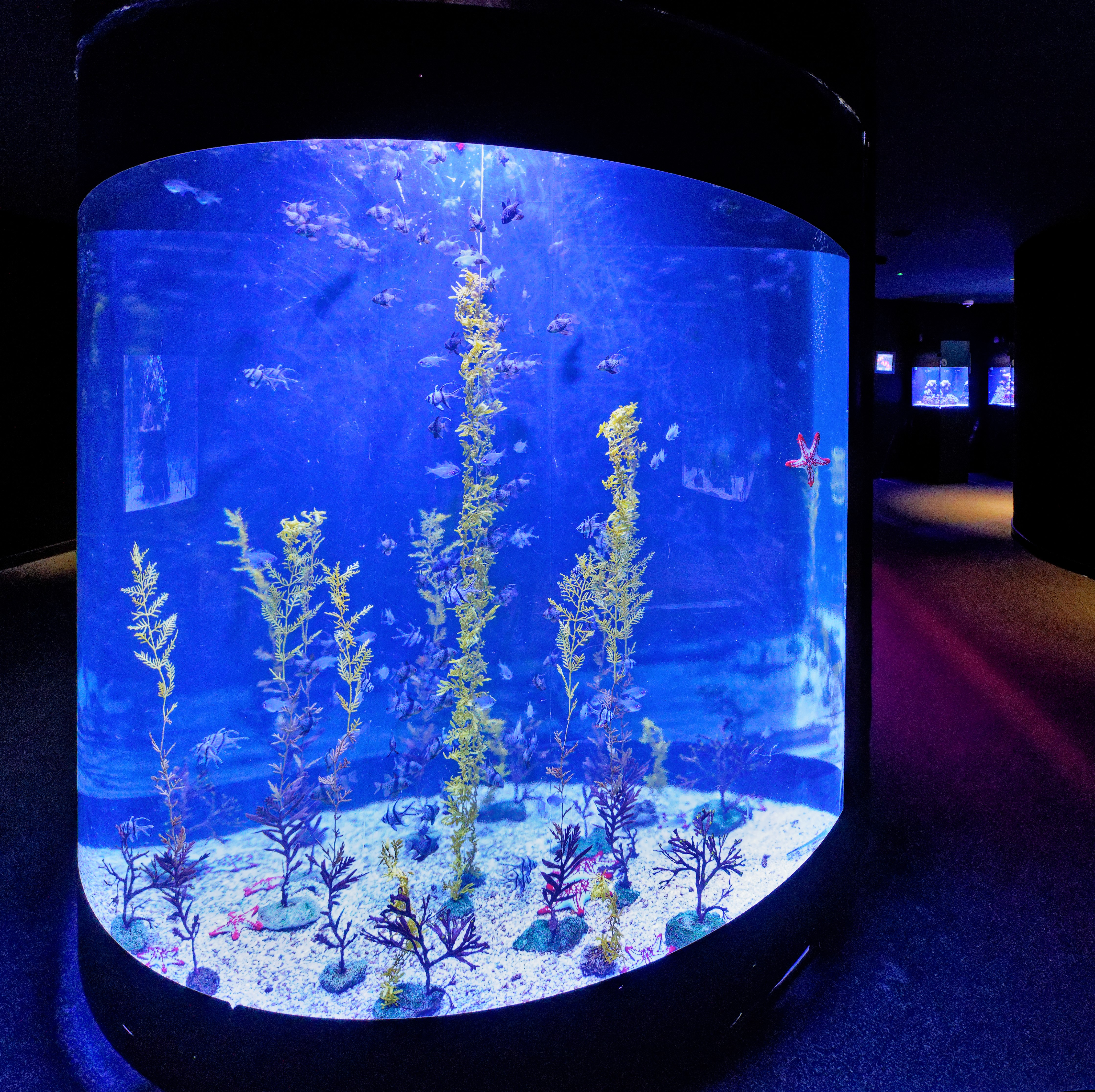
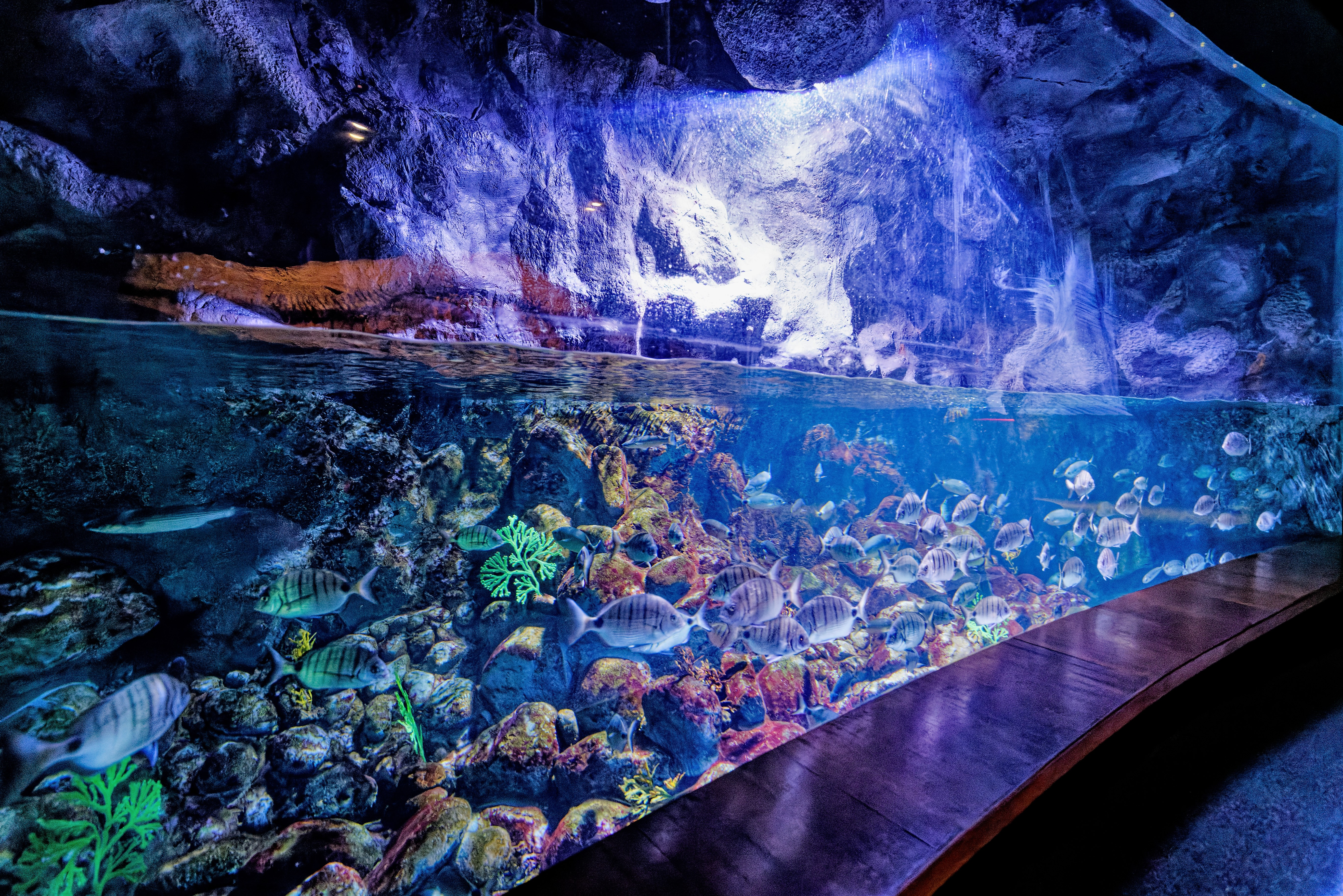
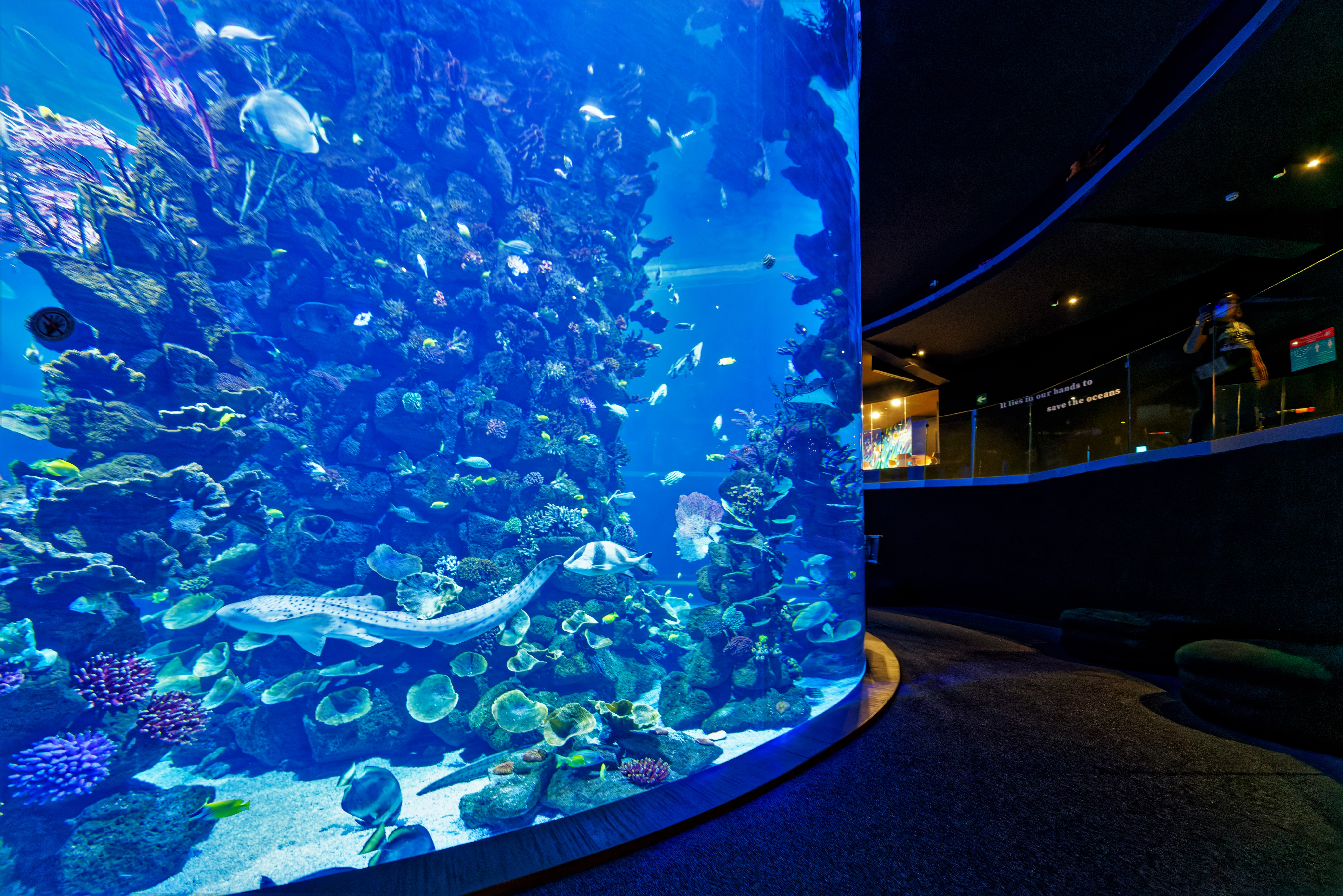
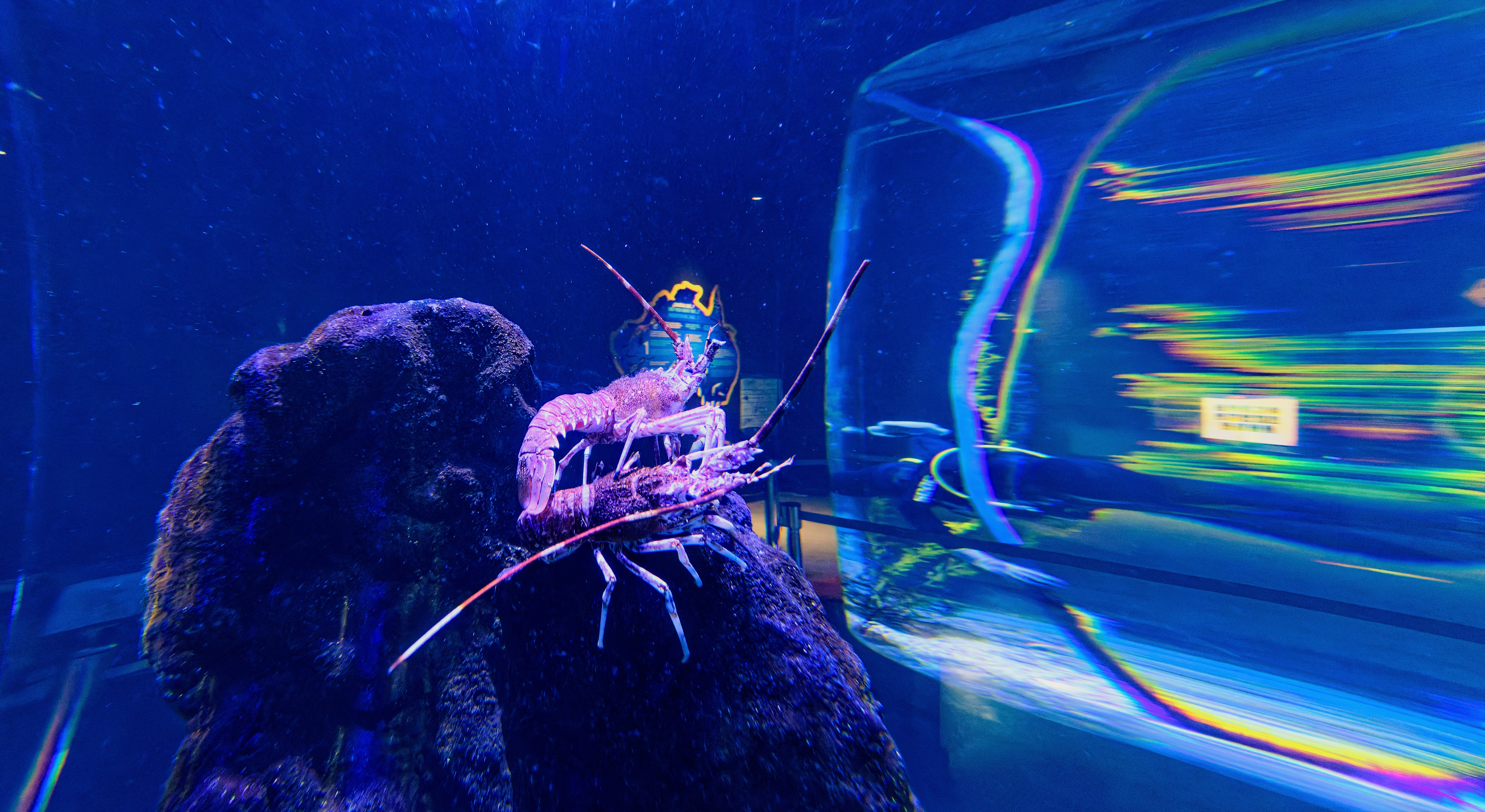
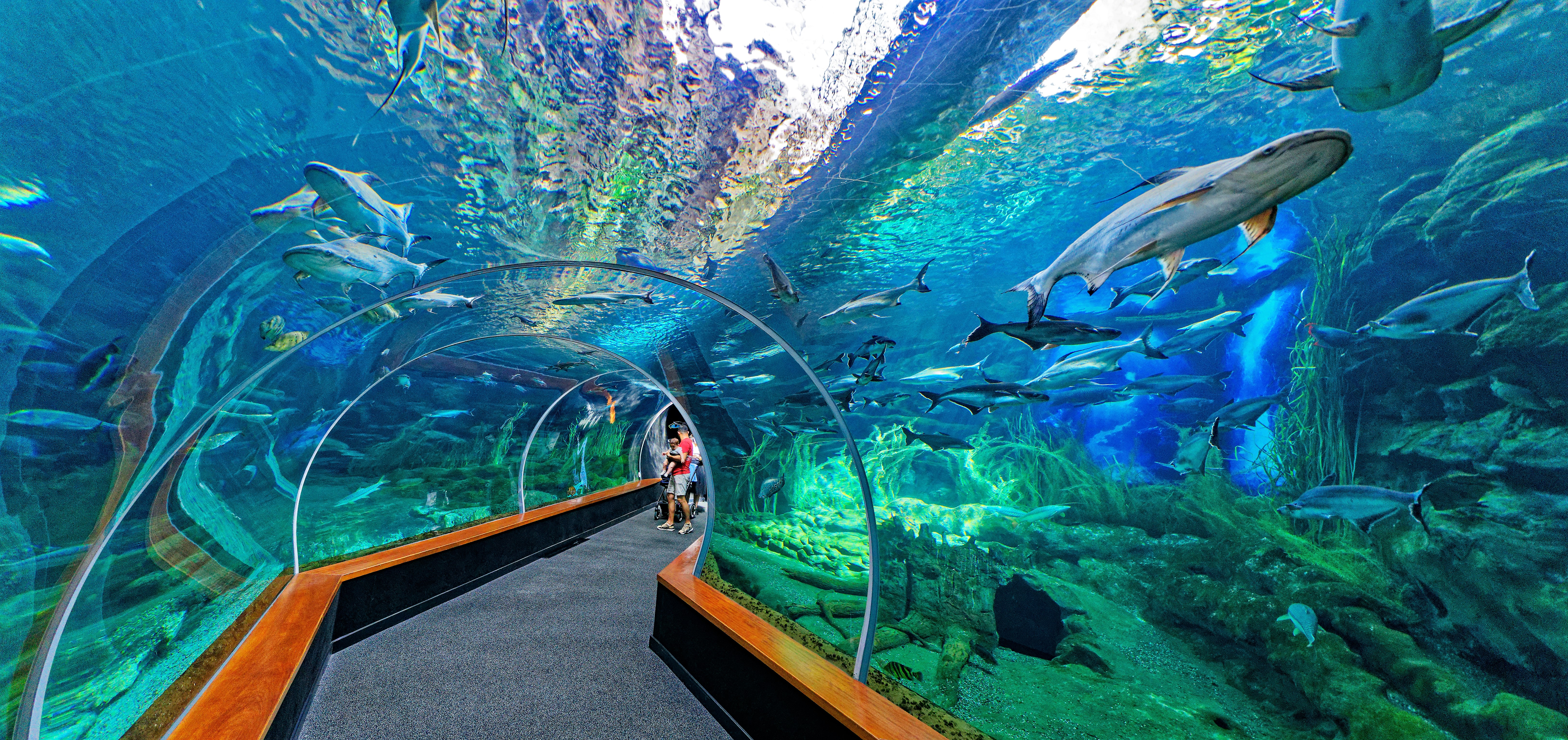
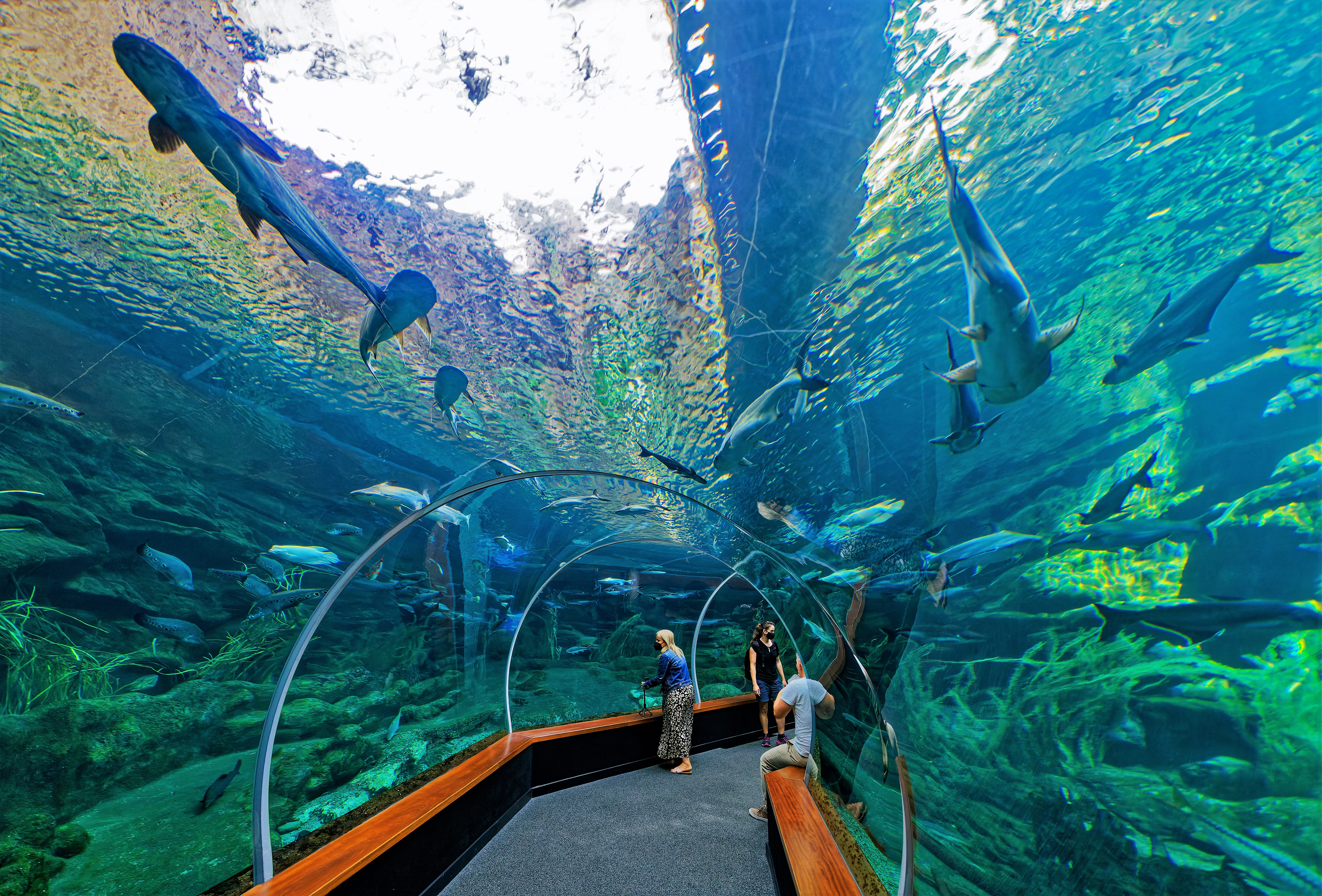
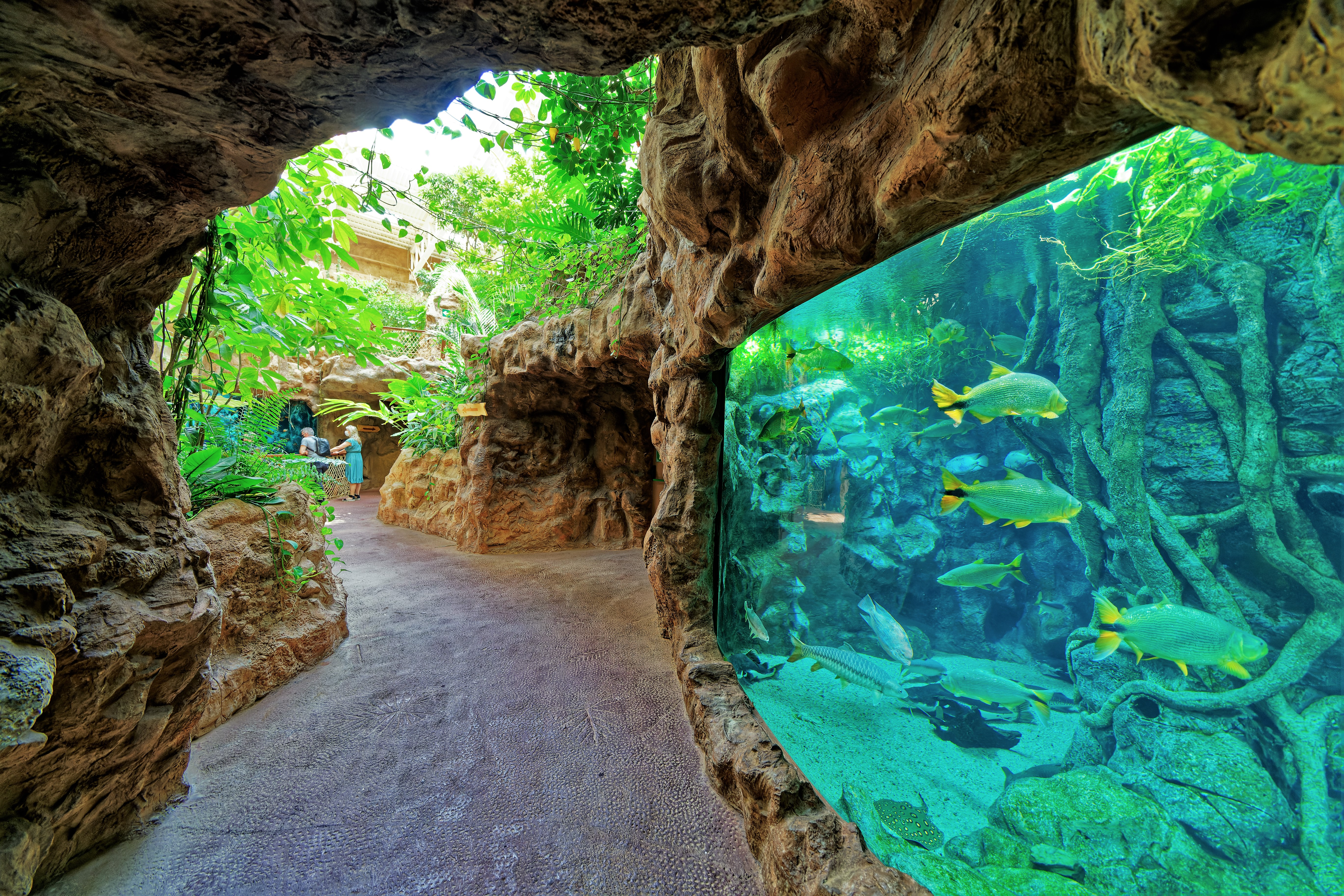